# Cis (Świętajno)
Cis (deutsch Friedrichsthal) ist ein Ort in der polnischen Woiwodschaft Ermland-Masuren, der zur Landgemeinde Świętajno (Schwentainen) im Powiat Szczycieński (Kreis Ortelsburg) gehört.

## Geographie
Cis liegt 17 Kilometer östlich der Kreisstadt Szczytno (Ortelsburg) und vier Kilometer südlich von Świętajno (Schwentainen, 1938–1945 Altkirchen) an der Landesstraße DK 53, die von Olsztyn (Allenstein) über Szczytno nach Rozogi (Friedrichshof) und weiter bis Ostrołęka (Ostrolenka) verläuft. In Cis endet eine Nebenstraße aus Richtung Klon (Liebenberg) über Kilimany (Friedrichshagen). Die nächste Bahnstation ist Świętajno an der Bahnstrecke Olsztyn–Ełk (Allenstein–Lyck).

## Geschichte
Am 18. November 1811 wurde die Försterei Czies von Oberamtmann Friedrich Wollschläger gekauft und anschließend in Friedrichsthal umbenannt. Vor 1945 war das Ortsbild geprägt von verstreuten großen und kleinen Höfen. Zwischen 1874 und 1945 gehörte Friedrichsthal zum Amtsbezirk Liebenberg (heute polnisch Klon) im Landkreis Ortelsburg im Regierungsbezirk Königsberg der preußischen Provinz Ostpreußen. Im Jahr 1910 waren in Friedrichsthal 122 Einwohner registriert. Ihre Zahl betrug 1933 bereits 133 und 1939 noch 121.
Aufgrund der Bestimmungen des Versailler Vertrags stimmte die Bevölkerung im Abstimmungsgebiet Allenstein, zu dem Friedrichsthal gehörte, am 11. Juli 1920 über die weitere staatliche Zugehörigkeit zu Ostpreußen (und damit zu Deutschland) oder den Anschluss an Polen ab. In Friedrichsthal stimmten 80 Einwohner für den Verbleib bei Ostpreußen, auf Polen entfielen keine Stimmen.
In Folge des Zweiten Weltkrieges kam Friedrichsthal mit dem südlichen Ostpreußen zu Polen und trägt seither den Namen Cis. Der Ort ist in die Gmina Świętajno im Powiat Szczycieński eingegliedert und gehört zur Woiwodschaft Ermland-Masuren (1975–1998 Woiwodschaft Olsztyn).

## Kirche
Die vor 1945 mehrheitlich evangelische Bevölkerung Friedrichsthals war in die Kirche Schwentainen (1938–1945 Altkirchen, heute polnisch Świętajno) eingegliedert und gehörte zum Superintendenturbezirk Passenheim im Kirchenkreis Ortelsburg (Szczytno) in der Kirchenprovinz Ostpreußen der Evangelischen Kirche der Altpreußischen Union. Die römisch-katholischen Einwohner waren nach Ortelsburg eingepfarrt.
Die Schwentainer Kirche ist heute Pfarrkirche für die mehrheitlich jetzt hier lebenden Katholiken und dem heiligen Andreas Bobola geweiht. Die Pfarrgemeinde ist nun dem Dekanat Rozogi (Friedrichshof) im Erzbistum Ermland der Katholischen Kirche in Polen zugeordnet. Die nächste evangelische Pfarrkirche ist die Kirche in Szczytno (Ortelsburg) in der Diözese Masuren der Evangelisch-Augsburgischen Kirche in Polen.